# Residence
Tidningen Residence startade år 2000 och är ett inredningsmagasin som sedan 2013 ges ut av förlaget Aller Media, tidigare av LRF Media och dessförinnan av TTG Sverige AB.
Residence kommer ut med tio nummer om året, och hade 2011 en upplaga på 36 900 exemplar.